# Canon EF 180mm-objectief
De Canon EF f/3.5L Macro USM is een professioneel macro-objectief gemaakt door de Japanse fabrikant Canon. Het objectief werd in 1996 geïntroduceerd en is samen met de Canon EF f/2.8L Macro IS USM het enige L-objectief specifiek geschikt voor macrofotografie.